# 及川豪鳳
及川 豪鳳（おいかわ ごうほう、1894年11月23日 - 1970年4月29日）は、日本の画家。本名は一（はしめ）。
岩手県江刺郡岩谷堂町中町（江刺市を経て、現在の奥州市）生まれ。南画を得意とした父窟堂の影響を受け、幼少期から書画に親しんだ。1924年、川端画学校（日本画）に入学。師匠から一雪と名乗るように勧められたが、自ら豪鳳と称した。在学中、両親と支援者の伯父を失い、1918年の卒業と同時に江刺に帰った。江刺で数多くの作品を残し、病床で「筆一貫」の書を残して死去した。
豪鳳は画の展示販売を好まず、依頼主の要望に応じて何でも描いた。画風は精緻と評され、江刺地域を中心に200点以上の作品が現存する。江刺地域の四条派（円山応挙系）に連なる最後の画家である。地方で日本画だけで生計を立てるのは難しいと悟り、弟子は一切とらず、子供にも日本画を伝えなかった。